# Saint-Samson-de-Bonfossé
Saint-Samson-de-Bonfossé és un municipi francès situat al departament de la Manche i a la regió de Normandia. L'any 2007 tenia 882 habitants.

## Demografia

### Població
El 2007 la població de fet de Saint-Samson-de-Bonfossé era de 882 persones. Hi havia 340 famílies de les quals 80 eren unipersonals (40 homes vivint sols i 40 dones vivint soles), 100 parelles sense fills, 136 parelles amb fills i 24 famílies monoparentals amb fills.
La població ha evolucionat segons el següent gràfic:
Habitants censats

### Habitatges
El 2007 hi havia 371 habitatges, 346 eren l'habitatge principal de la família, 13 eren segones residències i 12 estaven desocupats. 362 eren cases i 9 eren apartaments. Dels 346 habitatges principals, 254 estaven ocupats pels seus propietaris, 90 estaven llogats i ocupats pels llogaters i 2 estaven cedits a títol gratuït; 1 tenia una cambra, 6 en tenien dues, 56 en tenien tres, 87 en tenien quatre i 196 en tenien cinc o més. 286 habitatges disposaven pel capbaix d'una plaça de pàrquing. A 136 habitatges hi havia un automòbil i a 182 n'hi havia dos o més.

### Piràmide de població
La piràmide de població per edats i sexe el 2009 era:
| Homes | Edats   | Dones |
| ----- | ------- | ----- |
| 0     | 95 o +  | 0     |
| 0     | 90 a 94 | 0     |
| 0     | 85 a 89 | 4     |
| 16    | 80 a 84 | 8     |
| 4     | 75 a 79 | 16    |
| 20    | 70 a 74 | 20    |
| 16    | 65 a 69 | 16    |
| 4     | 60 a 64 | 16    |
| 16    | 55 a 59 | 0     |
| 20    | 50 a 54 | 28    |
| 24    | 45 a 49 | 20    |
| 36    | 40 a 44 | 40    |
| 32    | 35 a 39 | 16    |
| 20    | 30 a 34 | 36    |
| 16    | 25 a 29 | 20    |
| 28    | 20 a 24 | 16    |
| 36    | 15 a 19 | 24    |
| 32    | 10 a 14 | 32    |
| 28    | 5 a 9   | 8     |
| 20    | 0 a 4   | 12    |

## Economia
El 2007 la població en edat de treballar era de 574 persones, 447 eren actives i 127 eren inactives. De les 447 persones actives 426 estaven ocupades (216 homes i 210 dones) i 21 estaven aturades (10 homes i 11 dones). De les 127 persones inactives 52 estaven jubilades, 47 estaven estudiant i 28 estaven classificades com a «altres inactius».

### Ingressos
El 2009 a Saint-Samson-de-Bonfossé hi havia 357 unitats fiscals que integraven 905 persones, la mediana anual d'ingressos fiscals per persona era de 17.668 €.

### Activitats econòmiques
Dels 41 establiments que hi havia el 2007, 1 era d'una empresa extractiva, 1 d'una empresa alimentària, 2 d'empreses de fabricació d'altres productes industrials, 10 d'empreses de construcció, 7 d'empreses de comerç i reparació d'automòbils, 2 d'empreses de transport, 1 d'una empresa d'hostatgeria i restauració, 1 d'una empresa financera, 3 d'empreses immobiliàries, 3 d'empreses de serveis, 7 d'entitats de l'administració pública i 3 d'empreses classificades com a «altres activitats de serveis».
Dels 13 establiments de servei als particulars que hi havia el 2009, 1 era una oficina de correu, 1 una oficina bancària, 2 guixaires pintors, 2 fusteries, 3 lampisteries, 2 electricistes, 1 perruqueria i 1 restaurant.
Dels 5 establiments comercials que hi havia el 2009, 1 era una botiga de més de 120 m², 1 una botiga de menys de 120 m², 1 una fleca, 1 una sabateria i 1 un drogueria.
L'any 2000 a Saint-Samson-de-Bonfossé hi havia 25 explotacions agrícoles que ocupaven un total de 392 hectàrees.

## Equipaments sanitaris i escolars
L'únic equipament sanitari que hi havia el 2009 era una farmàcia.
El 2009 hi havia una escola elemental.

## Poblacions més properes
El següent diagrama mostra les poblacions més properes.